# Башкиров, Сергей Геннадьевич (биатлонист)
Сергей Геннадьевич Башкиров (род. 30 декабря 1977, Чебоксары) — российский биатлонист и тренер. Победитель этапа Кубка мира, призёр чемпионата России. Мастер спорта России международного класса (1999).

## Биография
Начал заниматься биатлоном в 1988 году. Тренеры ― Г. П. Салдимиров, Н. И. Чегодаев. Бронзовый призёр юниорского чемпионата мира 1997 года в эстафете.
В течение шести сезонов принимал участие в гонках Кубка мира в составе сборной России. Победитель этапа Кубка мира в первой в истории в рамках этого турнира смешанной эстафете в сезоне 2002/03. Участник двух чемпионатов мира (2003 и 2004), лучший результат — 13-е место. Победитель четырёх гонок Кубка Европы. Участник чемпионата Европы 2001 года (лучший результат — 5-е место в спринте и гонке преследования). Становился призёром чемпионата России, в том числе бронзовым в 2010 году в командной гонке.
В 2011 году стал работать тренером в ДЮСШ №4 в Новоуральске, затем перешёл в молодёжную сборную России. 
С 2014 по 2018 год — тренер мужской сборной России по биатлону по стрелковой подготовке. 
В июне 2018 года стал тренером сборной Южной Кореи по биатлону. Через год был назначен тренером региональной команды Санкт-Петербурга, в которой проработал два года.
С апреля 2021 года Башкиров является тренером собственной группы биатлонистов сборной России.

## Личная жизнь
Окончил Чувашский государственный педагогический университет (1999) по специальности «преподаватель математики и информатики».
Проживает в закрытом городе Новоуральске Свердловской области.

## Кубок Мира
- 2000/01 — 63 место
- 2001/02 — 73 место
- 2002/03 — 36 место
- 2003/04 — 41 место
- 2004/05 — 54 место
- 2005/06 — 54 место